# Хуан Баррера
Хуан Рамон Баррера Перес (ісп. Juan Ramón Barrera Pérez, нар. 2 травня 1989, Окоталь, Нікарагуа) — нікарагуанський футболіст, півзахисник національної збірної Нікарагуа та гватемальського клубу «Коммунікасьйонес».

## Клубна кар'єра
У дорослому футболі дебютував 2005 року виступами за команду клубу «Реал Естелі», в якій провів один сезон.
Протягом 2006—2007 років захищав кольори команди клубу «Вілла Аустрія».
Своєю грою за останню команду привернув увагу представників тренерського штабу клубу «Вальтер Ферретті», до складу якого приєднався 2008 року. Відіграв за команду з Манагуа наступні три сезони своєї ігрової кар'єри.
Згодом з 2011 по 2015 рік грав у складі команд клубів «Тауро», «Реал Естелі», «Депортіво Петаре», «Реал Естелі» та «Альтах».
До складу клубу «Коммунікасьйонес» приєднався 2016 року.

## Виступи за збірну
2009 року дебютував в офіційних матчах у складі національної збірної Нікарагуа.
У складі збірної був учасником розіграшу Золотого кубка КОНКАКАФ 2009 року в США, розіграшу Золотого кубка КОНКАКАФ 2017 року в США.